# Zdeněk Bohatý
Zdeněk Bohatý (* 2. června 1942) je bývalý československý fotbalista, útočník.

## Fotbalová kariéra
V československé lize hrál za Bohemians Praha. Ve druhé nejvyšší soutěži hrál za Škodu Plzeň. Technický elegantní hráč, pohotový střelec.

## Ligová bilance
| Ročník                                   | Zápasy | Góly | Klub            |
| ---------------------------------------- | ------ | ---- | --------------- |
| 2. československá fotbalová liga 1964/65 | -      | -    | Škoda Plzeň     |
| 1. československá fotbalová liga 1966/67 | 7      | 1    | Bohemians Praha |
| 1. československá fotbalová liga 1967/68 | 9      | 1    | Bohemians Praha |
| CELKEM                                   | 16     | 2    |                 |